# كريم السعيدي
كريم السعيدي (بالفرنسية: Karim Saidi)‏ هو ممثل مغربي-فرنسي من مواليد سنة 17 يوليو 1973 ببلدية لا سين سور مير في منطقة بروفنس جنوب شرق فرنسا. شارك في عدة أفلام ومسلسلات مغربية وأجنبية.

## مسيرته
ولد كريم سعيدي في لا سين سور مير في أسرة من أصل مغربي. بعد دراسته واشتغاله في عدة وظائف صغيرة، التحق بالفوج الثاني من المشاة البحرية (2nd RIMa)، المتمركز في لو مان. بقي هناك لمدة ثلاث سنوات، ثم سافر في مهمة إلى تشاد وعمل في قوات حفظ السلام.
بتشجيع من الممثل الكوميدي إيف (Yves Lecoq)، درس كريم التمثيل مع جان ميشيل ستاينفورت في ستوديو (Pygmalion)، وبدأ مسيرته السينمائية مع دور الإرهابي الفلسطيني في فيلم ميونخ للمخرج ستيفن سبيلبرغ. ثم واصل تصوير الأفلام السينمائية الفرنسية والألمانية والمغربية والأمريكية. عمل مع عدة مخرجين مثل فيليب هاريل وعبد الكريم الدرقاوي وكزافييه بالود وعبد اللطيف كشيش، وغيرهم.

## أعماله

### أفلام
- ميونخ: 2005
- وليدات كازا: 2010
- أيام الوهم: 2010
- رجل أعمى: 2012
- حياة أديل: 2013
- كان يا ماكان: 2014
- بورن آوت: 2017
- براكاج بالمغربية: 2019

### مسلسلات
- مرحبا بصحابي: (2015 - 2016)

## وصلات خارجية
- كريم السعيدي على موقع IMDb (الإنجليزية)
- كريم السعيدي على موقع ألو سيني (الفرنسية)
- كريم السعيدي على موقع قاعدة بيانات الفيلم (الإنجليزية)
- كريم السعيدي على موقع كينوبويسك (الروسية)